# Łazar Lusternik
Łazar’ Aronowicz Lusternik, ros. Лазарь Аронович Люстерник (ur. 19 grudnia?/31 grudnia 1899 w Zduńskiej Woli, zm. 23 lipca 1981 w Moskwie) – rosyjski matematyk. Od 1931 r. profesor Uniwersytetu Moskiewskiego; od 1946 r. członek Akademii Nauk ZSRR.
Po wybuchu I wojny światowej jego rodzina udała się do Smoleńska. W 1918 ukończył szkołę średnią w Smoleńsku, następnie wyjechał do Moskwy, gdzie do 1922 studiował na Wydziale Fizyczno-Matematycznym Uniwersytetu Moskiewskiego, a po ukończeniu studiów został pracownikiem naukowym na tym uniwersytecie i w 1926 ukończył aspiranturę. W 1927 został adiunktem, w 1928 podjął pracę wykładowcy na uniwersytecie w Niżnym Nowogrodzie. W tym samym roku brał udział w pracach Międzynarodowego Kongresu Matematycznego w Bolonii. W 1930 powrócił z Niżnego Nowogrodu do Moskwy, gdzie do końca życia pracował jako wykładowca Moskiewskiego Uniwersytetu Państwowego. Autor prac m.in. z analizy funkcjonalnej, metod numerycznych, równań różniczkowych, rachunku wariacyjnego i geometrii różniczkowej.

## Nagrody i odznaczenia
- Order Lenina (1953)
- Order Czerwonego Sztandaru Pracy (1975)
- Order „Znak Honoru” (1945)
- Nagroda Stalinowska II stopnia (1946)[2]

I medale.